# Waldren Joseph
Waldren 'Frog' Joseph (New Orleans, 12 september 1918 – aldaar, 19 september 2004) was een Amerikaanse jazztrombonist van de dixielandjazz.

## Biografie
Waldren kwam uit een muzikaal gezin en speelde, nadat hij polio had overleefd waardoor hij een stijf been had, als tiener piano, drums en uiteindelijk trombone. Zijn eerste baan had hij als tiener op de excursiestomer S.S. Madison op het Pontchartrainmeer, waar hij piano, bas en trombone speelde. Daarna speelde hij met lokale bands in danszalen, voordat hij eind jaren 1930 een aantal jaren met Joe Robichaux door de zuidelijke staten tot aan Cuba toerde. Daarna speelde hij in de bigband van Sidney Desvigne in New Orleans en in de Territory Band van Clarence Love.
Joseph speelde met verschillende rhythm-and-bluesmuzikanten zoals Lee Allen, Big Joe Turner, Earl King, Smiley Lewis en Dave Bartholomew en in populaire jazzbands uit New Orleans van Albert 'Papa' French, Paul Barbarin en Louis Cottrell jr. Meest recent speelde hij in de Original Camelia Band van de Britse trompettist Clive Wilson.
Hij is de vader van de jazzmuzikant Kirk Joseph (sousafoon) en de trombonist Charles Joseph.

## Overlijden
Waldren Joseph overleed in september 2004 op 86-jarige leeftijd.